# Костино (Ярославский район)
Костино — деревня Ивняковского сельского поселения Ярославского района Ярославской области.

## География
Деревня находится на левом берегу реки Которосль с одной стороны в окружении сельскохозяйственных полей, а с другой её стариц. В 600 метрах протекает эта же река.

## История
В 2006 году деревня вошла в состав Ивняковского сельского поселения образованного в результате слияния Ивняковского и Бекреневского сельсоветов.

## Население
| 2007 | 2010 |
| ---- | ---- |
| 1    | ↘0   |

### Историческая численность населения
По состоянию на 1859 год в деревне было 4 дома и проживало 17 человек.
По состоянию на 1989 год в деревне проживало 2 человек.

### Национальный и гендерный состав
Согласно результатам переписи 2002 года, в национальной структуре населения русские составляли 100 % из 3 чел., из них 2 мужчины, 1 женщина.

## Инфраструктура
Основа экономики — личное подсобное хозяйство. По состоянию на 2021 год большинство домов используется жителями для постоянного проживания и проживания в летний период. Вода добывается жителями из личных колодцев.
Почтовое отделение №150507, расположенное в посёлке Ивняки, на март 2022 года обслуживает в деревне 11 домов.

## Транспорт
Дорога до деревни проходит через Медведково. Выше по течению располагается деревня Прикалитки.